# Лужний гальванічний елемент

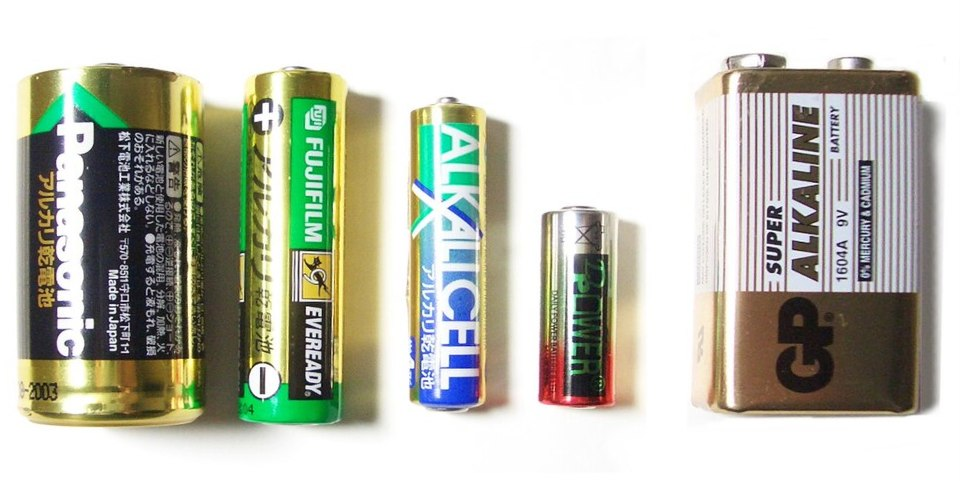
Лужні гальванічні елементи (зліва) і лужна гальванічна батарея (справа)

Лужний гальванічний елемент (також відомий як лужний марганцево-цинковий гальванічний елемент; англ. alkaline  battery) — гальванічний елемент, принцип дії якого пов'язаний з реакцією цинку з діоксидом марганцю (Zn/MnO2). Лужні гальванічні елементи являють собою деяке поліпшення технології вугільно-цинкових гальванічних елементів (сольових марганцево-цинкових гальванічних елементів) XIX-го століття. Однією з перших компаній, що освоїли їх промисловий випуск є Duracell (США). Найбільш поширеними типорозмірами є: AA, AAA, C і D.
Технологія виробництва лужних елементів була розроблена і впроваджена у вжиток у 50-х роках XX століття. Основні зміни торкнулися хімічного складу електроліту, який став більш лужним, що дозволило збільшити в рази щільність і термін придатності елементів. Також відрізняється конструкція елементів — корпус служить просто для захисту, і не бере участі у хімічних реакціях.

## Будова

Поперечний перетин лужного гальванічного елемента:
positive connection — металевий ковпачок для позитивного зв'язку
current pick up — струмознімання вгору — вугільний стрижень, просочений сполуками на основі парафіну для зменшення втрат води з електроліту. Зверху струмопровід обтиснутий металевим ковпачком для позитивного зв'язку
zinc anode — цинковий анод — цинк у вигляді порошку розміщують в центральній частині елемента
ion conducting separator — іонопровідний сепаратор
outer casing — зовнішній корпус сталевий, нікельований. На нього може бути одягнутий картонний або полімерний футляр
manganese oxide cathode — катод, являє собою суміш вугілля і діоксиду марганцю. Активну масу позитивного електрода підпресовують до внутрішньої стінки сталевого нікельованого корпусу
pressure expansion seal —
protective cap — захисний ковпачок
negative terminal — негативний полюс
Слід пам'ятати, що сольові і лужні елементи мають різну полярність корпусу: у сольових він є мінусовим полюсом, у лужних — позитивним.

Стандартні лужні елементи складаються з чотирьох основних компонентів:
1. Анод — негативно заряджений «паливний» електрод, що містить електрони, які живлять пристрої. У цих батареях представляє желеподібну суміш активного цинку і лужного електроліту. Цинк високого ступеня чистоти, у вигляді порошку, дозволяє суттєвоо збільшити поверхню реакції.
2. Катод — позитивно заряджений електрод, що приймає електрони з зовнішнього кола й допомагає їхньому проведенню. Катод являє собою суміш вугілля і діоксиду марганцю. Розміщується навколо анода і електроліту і відокремлюється шаром нетканого матеріалу.
3. Електроліт — провідник заряду між анодом і катодом всередині елемента. Електролітом є концентрований розчин гідроксиду калію (КОН) з добавками ZnO інколи LiOH, який загущується природними або полімерними сполуками.[1]
4. Сепаратор — матеріал, що забезпечує бар'єр між анодом і катодом з метою запобігання їхньому дотиканню та забезпечення вільного руху заряду.

## Хімічні процеси
У лужному елементі анод зроблений з цинкового порошку, що дає більшу поверхню для збільшення потоку електронів, катод же складається з діоксиду марганцю. На відміну від цинко-вугільних елементів електролітом є гідроксид калію (у цинково-вугільних - хлорид амонію або хлорид цинку).
Напівреакції що відбуваються у лужному елементі:
Zn (s) + 2OH− (aq) → ZnO (s) + H2O (l) + 2e−
2MnO2 (s) + H2O (l) + 2e− →Mn2O3 (s) + 2OH− (aq)

## Особливості
Використовуючи лужний електроліт та інші активніші інгредієнти, лужний елемент отримав значні переваги в роботі порівняно з вугільно-цинковими елементами. Лужний елемент має більшу щільність енергії, більший термін зберігання та багато інших переваг, порівняно з вугільно-цинковими елементами.
Якщо порівнювати сольові елементи тих же габаритів з лужними елементами, то останні, при безперервному розряді середніми і підвищеними струмами, забезпечують ємність більшу до 7–10 разів. Також вони краще працюють при низьких температурах: при -20 °C віддають таку ж ємність, як сольові в режимі безперервного розряду при кімнатній температурі. Швидкість саморозряду є нижчою: після одного року зберігання при +20 °C або трьох місяців при +50°С втрати ємності становлять ≈ 10 % від початкової. Через щільнішу активну масу і використання сталевого корпусу лужні елементи при тих же габаритах зазвичай важче сольових на 25—50 %.
Лужні елементи добре підходять для пристроїв з енергоспоживанням від десятків до кількох сотень міліампер, — за ємності порядку 2—3 А·год вони забезпечують цілком розумний час роботи. На жаль, є в них і істотний мінус - великий внутрішній опір. Якщо навантажити лужний елемент дійсно великим струмом, його напруга сильно просяде, а значна частина енергії буде витрачатися на нагрів самого елемента — в результаті ефективна ємність лужних елементів сильно залежить від навантаження.

## Термін зберігання
Термін зберігання лужних елементів залежить від рецептури активних мас, конструктивного виконання та розмірів і складає від 1 до 3 років. Наприкінці гарантованого терміну зберігання втрати ємності елемента можуть складати до 30—40 % від її номінальної величини. У деяких виробників термін зберігання лужних елементів наблизився до 10 років.